# Garcinia urophylla
Garcinia urophylla là một loài thực vật có hoa trong họ Bứa. Loài này được Scort. ex King mô tả khoa học đầu tiên năm 1890.